# Rosenthaler Platz (plein)
De Rosenthaler Platz is een plein en verkeersknooppunt in het centrum van Berlijn. Het plein ligt in het stadsdeel Mitte. Strikt gezien is het geen echt plein maar de kruising van meerdere straten: de Rosenthaler Straße, de Brunnenstraße, de Weinbergsweg en de Torstraße. De Rosenthaler Straße leidde naar Rosenthal, een kleine tot 1920 onafhankelijk landelijke gemeente ten noorden van Berlijn. Ten noorden van het plein bevindt zich het Weinbergspark. Op de plaats van het plein stond vroeger de Rosenthaler Tor, een toegangspoort door de Berliner Zollmauer. Deze poort was een van de weinige langs waar joden Berlijn mochten binnenkomen.
Het metrostation Rosenthaler Platz onder het plein werd geopend op 18 april 1930. Wanneer in de nacht van 13 augustus 1961 de bouw van de Berlijnse Muur begon, werd het metrostation een spookstation en de toegang gesloten, gezien het metrostation langs de metrotunnels in beide richtingen richting West-Berlijn leidde. Vlak na die Wende van de DDR, en meer bepaald van 22 december 1989 tot de zomer van 1990 functioneerde het metrostation als een voorlopige grensovergang.